# Hasan Güleryüz
Hasan Güleryüz (* 31. Dezember 1986 in Istanbul) ist ein türkischer Fußballspieler.

## Karriere
Güleryüz kam im Istanbuler Stadtteil Şişli auf die Welt und begann hier in der Jugend von Muradiye SK mit dem Vereinsfußball. 2004 wechselte er als Profispieler zum Viertligisten Beykozspor und spielte, ohne sich hier als Stammspieler durchsetzen zu können, drei Spielzeiten lang. Für die Rückrunde der Saison 2005/06 wurde er an Artvin Hopaspor ausgeliehen.
Zur Saison 2007/08 wechselte Güleryüz zum Viertligisten Yalovaspor. Hier gelang es ihm schnell, sich als Stammspieler durchzusetzen. Die Viertligasaison 2008/09 holte er mit diesem Verein den Playoff-Sieg und stieg damit in die TFF 2. Lig auf. Nach einer Saison in dieser Liga zog Güleryüz zu Gaziosmanpaşaspor weiter.
Nach einer zweijährigen Tätigkeit für Kızılcahamamspor heuerte Güleryüz beim Ligarivalen Giresunspor an. Hier eroberte er sich phasenweise einen Stammplatz und absolvierte bis zum Saisonende 25 Ligaspiele. Mit Giresunspor beendete er die Saison 2013/14 als Meister der TFF 2. Lig und stieg in die TFF 1. Lig auf. Im Sommer 2014 wechselte er zum Drittligisten Pazarspor. Er blieb in den kommenden 5 Spielzeiten der Liga bei verschiedenen Vereinen treu, dabei ragt seine zweijährige Zeit bei Karacebeyspor heraus.

## Erfolge
Mit Yalovaspor
- Meister der TFF 3. Lig und Aufstieg in die TFF 2. Lig: 2008/09

Mit Giresunspor
- Meister der TFF 2. Lig und Aufstieg in die TFF 1. Lig: 2013/14